# Anne Claude de Caylus
Anne Claude Philippe de Tubières de Caylus, född 31 oktober 1692 i Paris, död 5 september 1765 i Paris, var en fransk arkeolog och konstsamlare.
de Caylus ägnade sig efter en kortare militärtjänst åt resor och studier. De intryck han samlade från Italien, Grekland och de östra medelhavsländerna ledde till en fördjupad uppfattning av antiken och de Caylus var en av de första som förde in konsten i en nyklassisk riktning, där han förtjänar att nämnas jämsides med Johann Joachim Winckelmann. de Caylus var från 1731 medlem av Franska konstakademin och från 1742 av Académie des inscriptions.
Bland hans verk märks Recueil d'antiquités égyptiennes, étrusques, grecques et romaines (7 band, 1752–1757, illustrerad av engelska etsningar), samt den efter hans död utgivna Recueil des peintures antiques trouvées à Rome (3 band, 1783–1787). Han uppträdde även som skönlitterär författare med Oeuvres badines (2 band, 1788). de Caylus självbiografi, Mémoires et reflexions, utgavs 1874.
de Caylus var även mecenat och samlare; hans antiksamling förvaras i Bibliothèque nationale. Han utförde även etsningar efter den italienska högrenässansens konstnärer.